# Pannonischer Aufstand

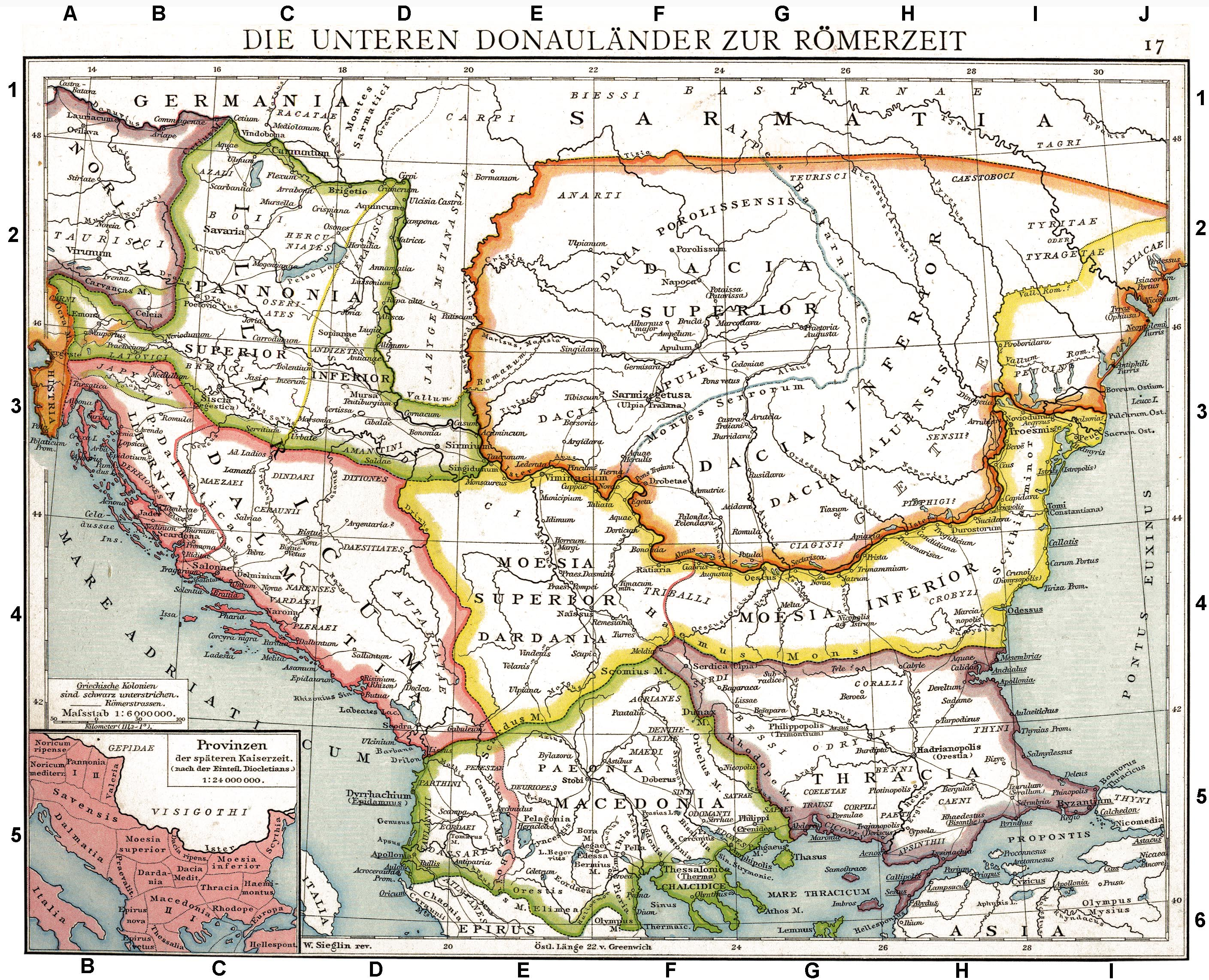
Die unteren Donauländer zur Römerzeit

Der pannonische Aufstand wird korrekter auch als pannonisch-dalmatischer Aufstand bezeichnet, weil er beide Regionen, Pannonia und Dalmatia, umfasste, die Teile der Provinz Illyricum, des nordwestlichen Teils der Balkanhalbinsel, waren. Der Aufstand unter zwei gleichnamigen Anführern namens Bato entwickelte eine Intensität und einen Umfang, der das von Kaiser Augustus neu organisierte imperiale Rom in existentielle Schwierigkeiten brachte.
Der von Augustus als Nachfolger ausersehene Feldherr Tiberius brach 6 n. Chr. auf die Nachricht vom Aufstand hin seinen Feldzug gegen den Markomannen-König Marbod ab und verlegte seine Truppen umgehend nach Illyrien.
Unter äußersten Mühen – insbesondere durch Nachschubprobleme – und erst nach massiven Verstärkungen gelang es ihm, 8 n. Chr. die pannonischen und im folgenden Jahr, 9 n. Chr., auch die dalmatischen Aufständischen zu bezwingen.
Der Aufstand durchkreuzte die Pläne des Augustus zur Bezwingung Germaniens (Augusteische Germanenkriege). Dort erlitten die Römer in demselben Jahr, 9 n. Chr., die Niederlage in der Varusschlacht.
Der Historiker und Tiberius-Biograph Velleius Paterculus, der den Feldherrn als Stabsoffizier begleitete, überlieferte einen Bericht über den Illyrienfeldzug.

## Die Region
Die Aufstandsregion, das ‚Innere Illyrien‘, war von fast allen Seiten von römisch beherrschten Territorien umgrenzt – im Westen von Noricum und bis in den Süden vom schon lange kultivierten, urbanen illyrischen Küstenstreifen entlang der Adria bis zur Provinz Macedonia, im Osten von der Provinz Moesien und nur im Norden grenzte Pannonien – getrennt durch die Donau – an das Markomannenreich des Marbod, mit dem sich Rom um die Zeitenwende in zunehmender Spannung befand.

## Historischer Hintergrund
Strategisch war für Rom der Norden (Alpen und Germanien) und der Nordosten (die Gebirgslandschaften des Balkan) ein zusammenhängendes Problem, da von dort aus ‚barbarische‘ Völkerschaften permanent die Grenzen Galliens, Italiens und des fruchtbaren Landstreifens entlang der Adriaküste bedrohten. Zum Teil betraf dies direkt das eigene Kernland und die Erinnerung an den verheerenden Einfall der Kimbern und Teutonen (113–101 v. Chr.) war den Römern gegenwärtig. Nach dem Bürgerkrieg, der nach der Entscheidung Ruhe in den Mittelmeerraum brachte, konnte und musste sich Augustus mit einer römischen Befriedung der Verhältnisse an den nordöstlichen Grenzen befassen.

### Gallien und Germanien
Caesar hatte in den Jahren 58–51 v. Chr. Gallien erobert und damit die Rheingrenze geschaffen. Er hatte auch Expeditionen ins rechtsrheinische Gebiet unternommen, doch die Ruhe im Norden dauerte so lange, wie die Römer benötigten, um den Bürgerkrieg um das Erbe Caesars zu führen, der im Jahr 31 v. Chr. mit dem Triumph des Oktavian über Marcus Antonius endete und daraufhin die Verhältnisse im eigenen Reich zu befrieden.
In dieser Zeit wurden Gallien und die Rheingrenze durch den Straßen- und Städtebau erschlossen, doch als die Römer versuchten, rechtsrheinisch Tribute einzuziehen, kam es zu Konflikten. Schließlich gelang es den Sugambrern 16 v. Chr., in Gallien eine römische Legion unter Marcus Lollius zu schlagen. Dazu kam, dass sich die Räter und andere Stämme in den Alpen durch Plünderungszüge in die neue Provinz und auch nach Norditalien hervortaten.
Die Reaktion der Römer verlief planmäßig: Binnen drei Jahren wurden die Truppen aus dem Inneren Galliens an die Rheingrenze verlegt und auf neue Kastelle verteilt. Der Alpenraum wurde 15 v. Chr. besetzt, Räter und Vindelicer unterworfen und dabei auch die Quelle der Donau erkundet. Zur Abschirmung nach Norden wurde die Hochrheinlinie zwischen Augusta Raurica, dem Römerlager Dangstetten und dem Bodensee eingerichtet.

### Illyrien
Schon gegen Ende des Bürgerkrieges hatte Oktavian eine Expedition auf dem Balkan bis zur Savelinie und ins südliche Illyrien zur Abschirmung seiner Basis in den von Antonius und Kleopatra beherrschten Orient vornehmen lassen (ab 35 v. Chr.). Damit konnte er auch Truppenkontingente auf dem Landweg nach Griechenland bereitstellen und Flottenbasen an der Adriaküste einrichten, was sich im Vorfeld der Schlacht von Actium (31 v. Chr.) für ihn vorteilhaft auswirkte. Diese Verbindungen waren auf Dauer jedoch zu lückenhaft und großenteils nur stützpunktartig.

## Vorgeschichte
Im Zusammenhang mit den Vorbereitungen im Norden an der Rheingrenze und dem Alpenfeldzug schloss sich ab 14. v. Chr. ein zweiter Feldzug auf dem Balkan an – mit einem Angriff durch Dalmatien bis nach Griechenland und einem Vorstoß nach Pannonien (dem heutigen Ungarn).
Diese Unternehmungen schienen den Römern Anfang 12 v. Chr. abgeschlossen, so dass Steuer-Rebellionen in Gallien, die auch germanische Stämme zu Interventionen bewogen hatten, nun den Anlass zum vorbereiteten Germanien-Feldzug liefern konnten (Beginn der Drusus-Feldzüge 12 bis 8 v. Chr.). Die Feldzüge führte Drusus in verschiedenen Vorstößen und Etappen und mit einem Flottenunternehmen entlang der Nordseeküste mindestens bis an die Ems. Die Kämpfe waren vielseitig und wechselvoll und endeten im Jahr 8 v. Chr. unter dem Kommando des Tiberius (Drusus war im Jahr 9 v. Chr. in Germanien durch einen Unfall ums Leben gekommen) mit einem vollständigen römischen Erfolg.
Mit dem Abschluss dieser Militäraktion sah Augustus die Ziele erreicht: In Germanien hielten Unterwerfung und Stützpunkte „die Präsenz des Reiches rechts des Rheines dauerhaft aufrecht, sorgte für Ruhe im Zentrum des germanischen Widerstandes. [… und in Illyrien wurde] das ersehnte Ziel der Landverbindung zwischen der westlichen und östlichen Hälfte des Imperiums […] genauso erreicht wie die Abdrängung der Stämme von der Grenze Italiens.“
Die Ruhe währte knapp ein Jahrzehnt. Während Unruhen in Germanien (immensum bellum, „gewaltiger Krieg“ 1–5 n. Chr.) übernahm Tiberius 4 n. Chr. wieder das Kommando an der Rheingrenze und beendete den Krieg erfolgreich im Jahr darauf.

## Der pannonisch-dalmatische Krieg

### Marbod
Im Rahmen des Germanienfeldzuges des Drusus erlitten auch die Markomannen 9 v. Chr. gegen die Römer eine verheerende Niederlage. „Mit dem Segen und der Unterstützung Roms [trat der romanisierte germanische Fürst Marbod] an die Spitze der Markomannen. […] er wollte das Staatsmodell, das er in Rom kennengelernt hatte, nach Germanien importieren. […] Die Markomannen verließen ihre Wohnsitze, zogen nach Osten und besetzten das Böhmische Becken.“ Marbod pflegte gute Beziehungen zu Rom, doch vergrößerte er sein Reich ständig und kopierte das römische Heerwesen. Als er sich faktisch zum „Schutzherr Germaniens aufspielte“ und seine Truppenmacht systematisch erweiterte, diktierte für die Römer „das Prinzip Vorwärtsverteidigung den weiteren Gang der Ereignisse. Im Frühjahr des Jahres 6 n. Chr. griff Tiberius den König an.“

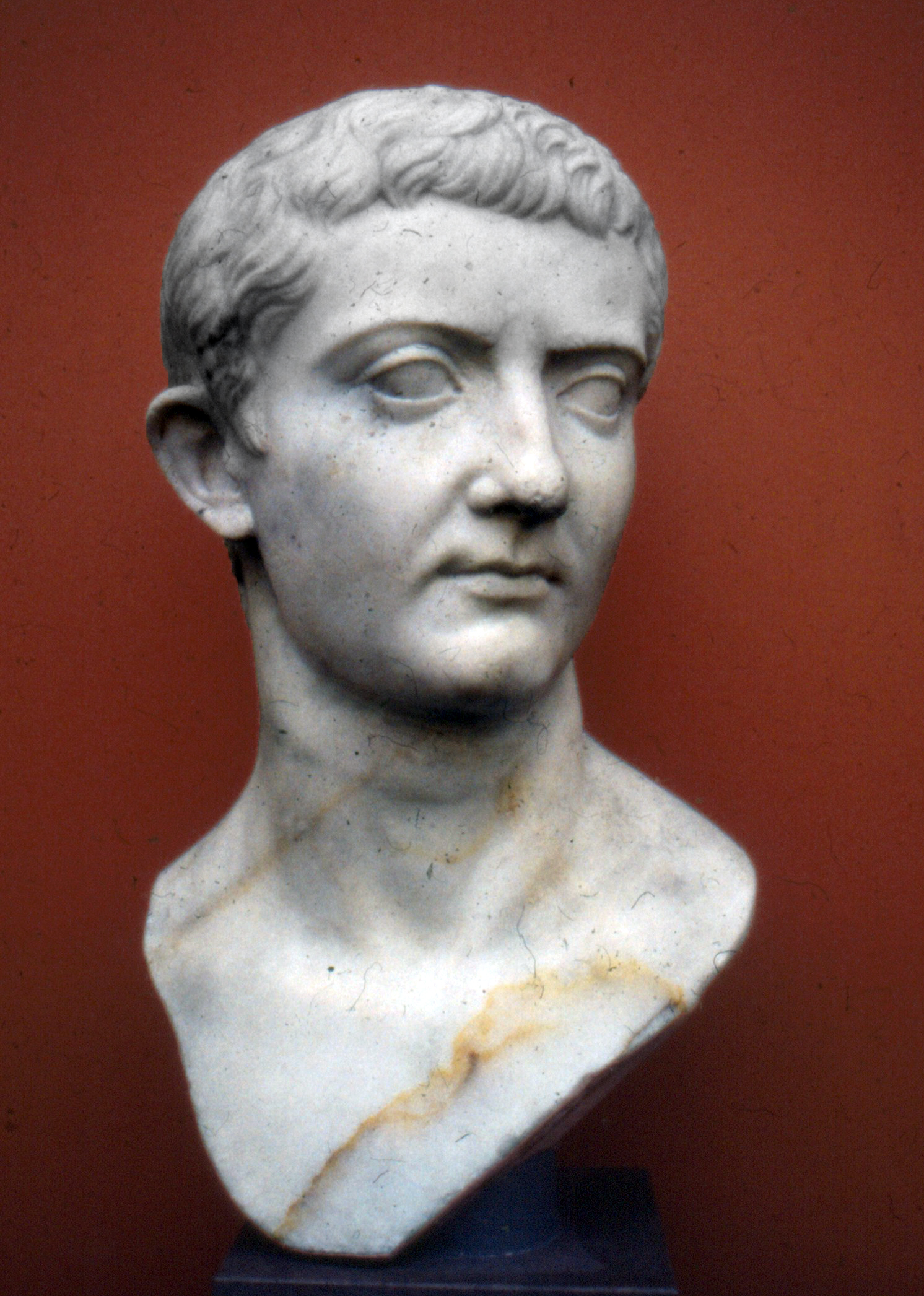
Büste des Tiberius (Ny Carlsberg Glyptotek, Kopenhagen)

In einer umfassenden Zangenbewegung – von Süden über Carnuntum an der Donau mit sechs bis sieben Legionen und von Westen her mit zwei bis drei Legionen unter Saturnius entlang des Main – drangen zwei Heerzüge gegen den Böhmerwald vor.

„Mitten im Feldzug, fünf Tagesmärsche jenseits der Donau und kurz vor der Stelle, wo sich die beiden Heeresgruppen vereinigen sollten, brach eine der schlimmsten Rebellionen los, die jemals das römische Reich erschütterten: der pannonisch-dalmatische Aufstand. ‚Der schwerste aller auswärtigen Kriege seit den Punischen Kriegen‘, charakterisierte ihn der Historiker Sueton – und die waren 200 Jahre her. Er erfasste von der Ostküste der Adria bis zur Donau die gesamten Gebiete, die seit 15 Jahren als befriedet galten. Tiberius schwenkte mit seinen Legionen sofort nach Süden in die Aufstandsgebiete ab. Saturnius kehrte zum Rhein zurück.“

Marbod erhielt einen Friedensvertrag zu äußerst günstigen Bedingungen.

### Der Aufstand auf dem Balkan
Die Ursachen des Aufstands sind nicht überliefert, werden aber in der allgemeinen, drückenden Herrschaft der Römer und im Speziellen im Steuersystem gesehen. Der Aufstand brach in Pannonien und in Dalmatien vermutlich etwa gleichzeitig aus und wurde im Norden von Bato aus dem Stamme der Breuker und im Süden von einem gleichnamigen Anführer aus dem „beim heutigen Sarajewo lebenden Stamm der Desidaten (geschürt). […] Wer sich römischer Bürger nannte, wurde genauso erschlagen wie die römischen Kaufleute, ebenso die Reservisten, mit denen man vorzugsweise ‚ruhige‘ Außenposten außerhalb der Legionsstandorte besetzte. Nur an den Mauern der römischen Städte brach sich der Widerstand.“
Verschärft war die Lage dadurch, dass die Römer hier auch ihre Hilfstruppen gegen Marbod eingezogen hatten, die sich nun gegen sie selbst wandten. Dabei „(stellten) die gedienten römischen Soldaten den Kern der Aufständischen.“ Der Historiker Velleius Paterculus schätzte (als Feldzugsteilnehmer), dass die Aufständischen „in dem Gebiet größer als Gallien 200.000 Fußtruppen und 9.000 Reiter (bei 800.000 Bewohnern)“ mobilisierten.
Tiberius, der „ein Heer von sechs Legionen (ca. 30 000 Mann) kommandierte […] überstürzte nichts, verzettelte nicht seine Truppen, verbesserte aber stetig seine Position.“ Er sicherte die Nachschublinien nach Italien und zog die römische Flotte zur Unterstützung der Adriastädte heran. Die defensive Taktik wird in der Forschung damit erklärt, dass er das Verhalten Marbods abwarten wollte, der sich auch ruhig verhielt.
Verstärkungen kamen aus Italien und Syrien heran:

„Am Ende hörten fünfzehn Legionen auf Tiberius Befehl (75 000 Mann), 70 Kohorten Auxiliartruppen (35 000 Mann), zehn Alen Reiter (5000 Mann) und gegen Höchstsold […] 10 000 Veteranen […] Erst mit […] fast der Hälfte der Gesamtstärke der römischen Armee, wagte sich der Feldherr in den illyrischen Hexenkessel.“

Bemerkenswert ist der Umstand, dass der Cheruskerfürst Arminius „in den Jahren 6–8 n. Chr. […] auf diesem Kriegsschauplatz eine erstaunliche militärische Karriere (machte, er) avancierte zum römischen Offizier und Befehlshaber (Präfekt) der cheruskischen Hilfstruppen und wurde sogar mit dem Ritterrang ausgezeichnet.“

### Die Kämpfe in Pannonien

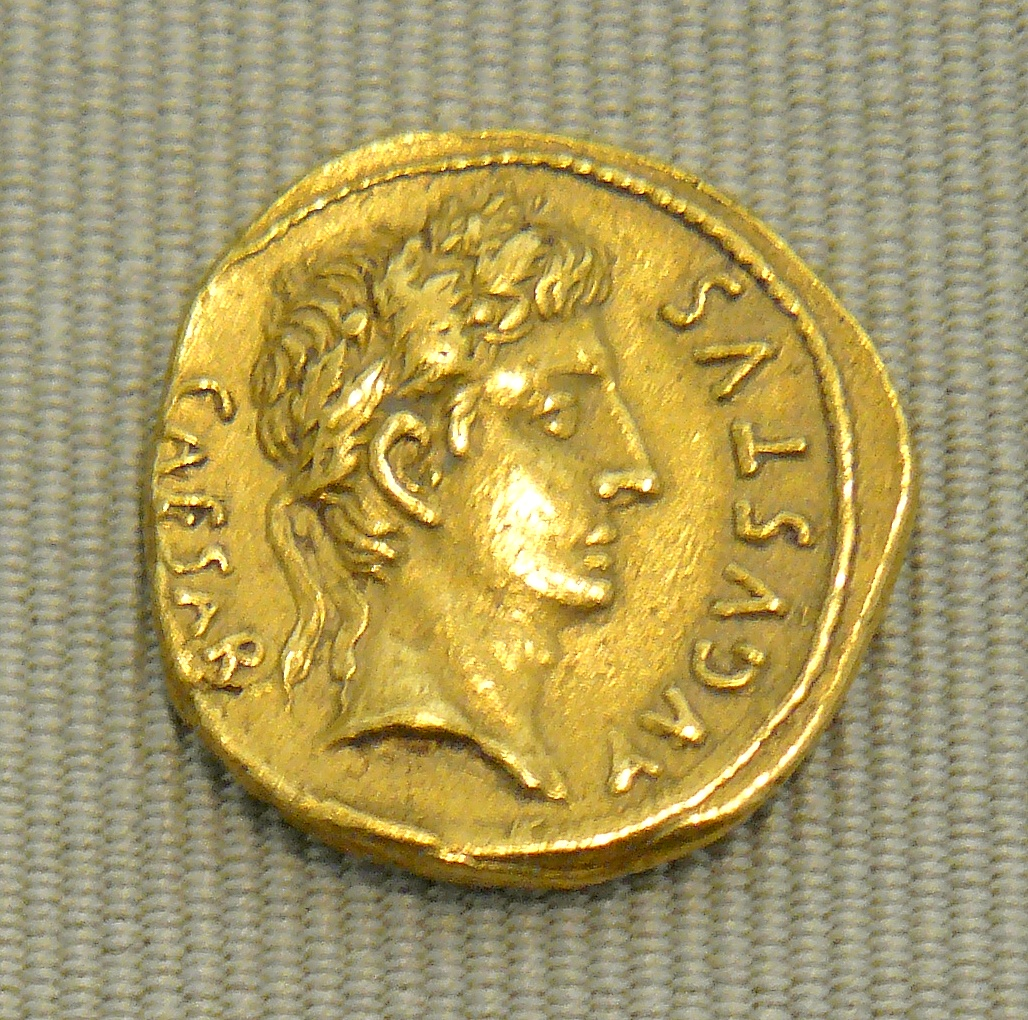
Goldmünze des Augustus (Aureus) aus dem Cabinet des médaillies in Paris

Der Krieg zog sich in die Länge, da beide Seiten mit äußerster Konsequenz und Vorsicht vorgingen, – „die Rebellen vernichteten mit der Taktik der verbrannten Erde alle Lebensmittel im Aktionsradius der Legionen. […] Pro Monat benötigte jede Legion etwa 200 Tonnen Getreide. Also schiffte man Getreide aus Italien heran, aber die Ernten hatten nicht die erwarteten Erträge geliefert, und zu allem Unglück brach noch ein Berberaufstand in der Kornkammer des Reiches, der Provinz Africa, aus. Die Folge war eine Hungersnot in Rom, verbunden mit einer schweren Finanzkrise“, die Augustus nur mit äußerst unpopulären Steuererhebungen und harten Sparmaßnahmen bewältigte.

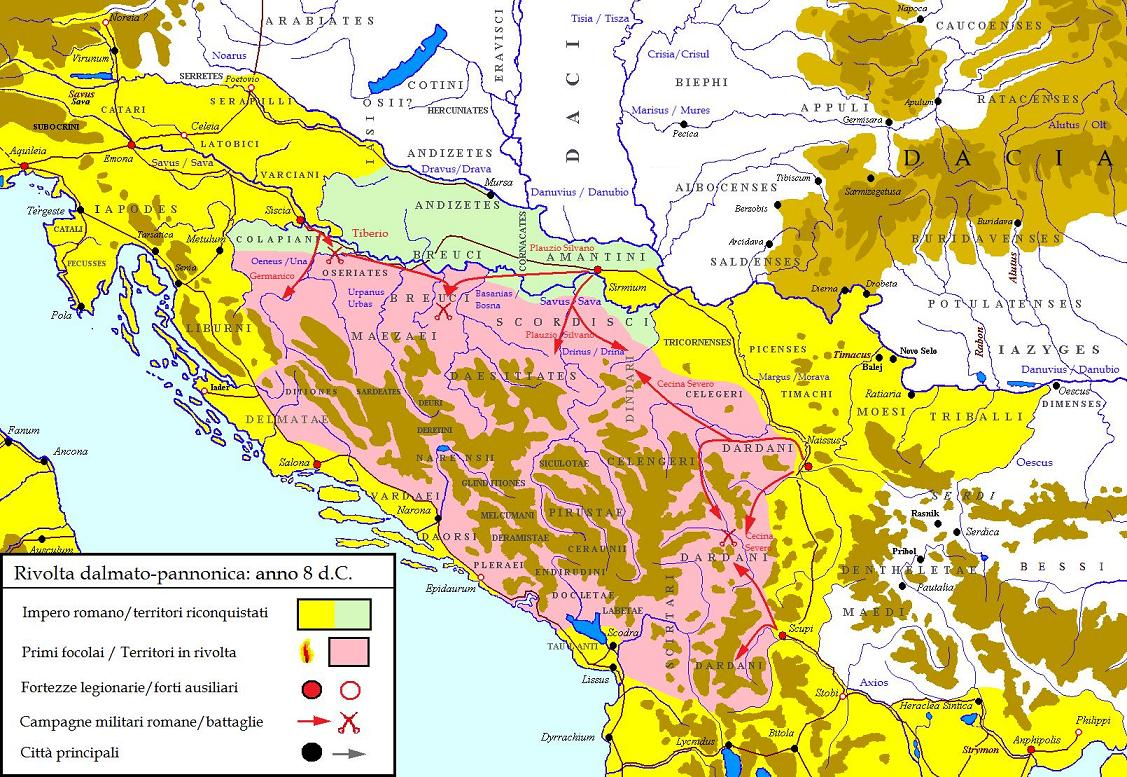
Karte des pannonischen Aufstandes 8 n. Chr.

Dazu kam auf dem pannonischen Schauplatz bei Sirmium im Savetal eine schwere Niederlage von fünf Legionen bei den Volcäischen Sümpfen, die von den Legionären ohne zentrale Führung durchgeschlagen wurde und „die beinahe in einer völligen Niederlage endete.“ Danach gelang es Tiberius durch methodisches Vorgehen, die Verheerung des Landes und geschickte Diplomatie, zuerst die Pannonier zur Aufgabe zu zwingen. Der dortige Führer Bato legte am 3. August 8 n. Chr. die Waffen nieder. Tiberius demobilisierte einen Teil des Heeres und „auch Arminius (kehrte) mit seinen cheruskischen Reitern im Spätsommer dieses Jahres nach Germanien zurück.“ Tiberius übergab seinem Neffen Germanicus sein erstes eigenständiges Kommando: Er sollte im nächsten Jahr den dalmatischen Aufstand beenden.

### Die Kämpfe in Dalmatien
Der dalmatische Bato hatte im Frühjahr seinen Namensvetter überfallen und als Verräter hinrichten lassen. Dann zog er sich zurück und verteidigte für die Römer so verlustreich, „daß Meuterei in der Luft lag. Im Frühsommer 9 n. Chr. verlor Augustus die Geduld“, da eine erneute Hungersnot drohte und befahl Tiberius zurück: „Offensichtlich war Germanicus seiner Aufgabe nicht gewachsen.“ Der systematischen Durchkämmung des Landes durch Tiberius konnte sich der letzte Bato unter schweren Kämpfen nur mühsam entziehen und er schickte „im Spätsommer seinen Sohn zum römischen Feldherrn mit der Botschaft, daß er sich ergeben wolle, wenn er straflos bliebe. […] Tiberius ließ Bato kommen und fragte ihn, warum er denn überhaupt diesen Krieg begonnen habe. Der antwortete: ‚Ihr tragt die Schuld daran; schickt ihr doch zu euren Herden als Wächter nicht Hunde und Hirten, sondern Wölfe!‘“ Später, als Kaiser, sollte Tiberius sich vorbildlich um die Provinzen kümmern und „Statthaltern, die dazu rieten, sie höher mit Steuern zu belasten, als Antwort (geschrieben haben), Aufgabe eines guten Hirten sei es, die Schafe zu scheren, nicht ihnen die Haut abzuziehen.“
„Noch in Dalmatien, kurz vor der Überfahrt nach Italien, erreichte auch Tiberius die Hiobsbotschaft: Varus tot und drei Legionen vernichtet. Ins Verderben gelockt von Arminius, der sich so ausgezeichnet hatte im römischen Dienst.“

## Folgen des Krieges
Germanien
Durch den Abbruch des Feldzuges gegen Marbod und den Abzug der römischen Legionen nach Pannonien wurde das Gebiet zwischen Weser und Elbe zur neutralen Zone: „Beide Seiten hüteten sich, hier einzudringen. Damit hatte Rom definitiv seine Grenze auf die Weser zurückgenommen, Marbod seine Herrschaft im Elbtal etabliert. Drei Jahre lang, während der gesamten Zeit des pannonisch-dalmatischen Aufstands, hielt Varus mit seiner Politik Tiberius erfolgreich den Rücken frei.“ „Hätte Varus auch weiter nichts unternommen“, so Ralf-Peter Märtin, „wäre eine Fortsetzung des Krieges gegen Marbod im nächsten oder übernächsten Jahr, mit Tiberius als Feldherrn und mit den ausgeruhten Rheinlegionen, durchaus im Rahmen der Erwartungen gewesen. [… Doch Varus] zog plötzlich die niederrheinischen Legionen zusammen, die XVII., XVIII., XIX., und begann entlang der Lippe nach Osten in Richtung Weser zu marschieren.“
Balkan
Auch der Statthalter der Provinz Moesien, Aulus Caecina Severus, war anfangs an der Niederschlagung des Aufstandes beteiligt, musste dann aber nach Mösien zurückkehren, wo er im Jahr 7 n. Chr. unter Einsatz von fünf Legionen einen Einfall der Sarmaten mit großer Mühe abwehren konnte und dabei nur knapp einer Niederlage entging.
„An den Grenzen bewirkte die erfolgreiche Eroberung und Eingliederung der entscheidenden Verbindungen zwischen Ost und West – Rätien, Noricum, Pannonien und Illyrien – die endgültige geostrategische Vereinigung des Imperiums. Insbesondere Illyrien war von da an das zentrale militärische Bindeglied des imperialen Systems im Mittelmeerraum.“
„Nach dem Aufstand herrschte in Dalmatien Ruhe. […] (Erst) 395 n. Chr. gelangten Gotenscharen bis Salonae.“